# Топорово (деревня, Тверская область)
Топоро́во — деревня в Сандовском районе Тверской области. Входит в состав Топоровского сельского поселения, центр которого, станция Топорово, находится в 2,5 км к юго-востоку от деревни.
По данным на 1997 год, в деревне существовало 6 хозяйств и проживало 10 человек. На востоке к Топорово примыкает деревня Вичиха (остался 1 дом).
Население по переписи 2002 года — 9 человек, 4 мужчины, 5 женщин.

## История
В середине XIX века деревня Топорово относилась к Сандовскому приходу Арханской волости Весьегонского уезда, население — карелы. В 1858 году — 14 дворов, 82 жителя, в 1889 — 23 двора, 109 жителей; промыслы отхожие: плотники, мостовщики, землекопы, судорабочие в Петербурге. В 1919 году Топорово — центр одноимённого сельсовета Арханской волости Весьегонского уезда, 33 двора, 180 жителей.
В 1940 году деревня в составе Соснинского сельсовета Сандовского района Калининской области.